# Жюрансон (кантон)
Жюрансо́н (фр. Jurançon) — упразднённый французский кантон, находился в регионе Аквитания, департамент Атлантические Пиренеи. Входил в состав округа По.
Код INSEE кантона — 6446. Всего в кантон Жюрансон входили 6 коммун, из них главной коммуной являлась Жюрансон.

## Население
Население кантона на 2012 год составляло 21 137 человек.
| 1962 | 1968 | 1975 | 1982 | 1990   | 1999   | 2006   | 2012   |
| ---- | ---- | ---- | ---- | ------ | ------ | ------ | ------ |
| —    | —    | —    | —    | 20 232 | 20 577 | 20 844 | 21 137 |

## Коммуны кантона
| Коммуна   | Население, чел. (2012) | Почтовый индекс | Код INSEE |
| --------- | ---------------------- | --------------- | --------- |
| Босдаррос | 1023                   | 64290           | 64139     |
| Ган       | 5517                   | 64290           | 64230     |
| Жюрансон  | 7037                   | 64110           | 64284     |
| Ларуэн    | 960                    | 64110           | 64315     |
| По        | 5835                   | 64000           | 64445     |
| Сен-Фост  | 765                    | 64110           | 64478     |